# Dimocarpus leichhardtii
Dimocarpus leichhardtii är en kinesträdsväxtart som först beskrevs av George Bentham, och fick sitt nu gällande namn av Sally T. Reynolds. Dimocarpus leichhardtii ingår i släktet Dimocarpus och familjen kinesträdsväxter. Inga underarter finns listade i Catalogue of Life.